# Campionato mondiale di hockey su ghiaccio - Terza Divisione 2023
Il Campionato mondiale di hockey su ghiaccio - Terza Divisione 2023 è un torneo di hockey su ghiaccio organizzato dall'International Ice Hockey Federation.

Il torneo del gruppo A si gioca a Città del Capo, in Sudafrica, dal 17 al 23 aprile, mentre il torneo del gruppo B si è giocato a Sarajevo, in Bosnia ed Erzegovina, dal 27 febbraio al 5 marzo 2023.

## Gruppo A

### Partecipanti
| Nazionale      | Qualificazione                                                |
| -------------- | ------------------------------------------------------------- |
| Turkmenistan   | Terzo nella Terza Divisione del 2022.                         |
| Taipei cinese  | Quarto nella Terza Divisione del 2022.                        |
| Lussemburgo    | Quinto nella Terza Divisione del 2022.                        |
| Corea del Nord | Ritirata dalle edizioni 2022 e 2023.                          |
| Sudafrica      | Ospitante, prima nella Terza Divisione B del 2022 e promossa. |
| Thailandia     | Seconda nella Terza Divisione B del 2022 e promossa.          |

### Classifica
| Pos | Squadra            | G | V | VS | PS | P | GF | GS | DG  | Pt | Promozione o retrocessione      |
| --- | ------------------ | - | - | -- | -- | - | -- | -- | --- | -- | ------------------------------- |
| 1   | Taipei cinese      | 4 | 4 | 0  | 0  | 0 | 30 | 4  | +26 | 12 | Promossa in Seconda Divisione B |
| 2   | Turkmenistan       | 4 | 2 | 0  | 0  | 2 | 17 | 16 | +1  | 6  |                                 |
| 3   | Thailandia         | 4 | 2 | 0  | 0  | 2 | 20 | 21 | −1  | 6  |                                 |
| 4   | Sudafrica (H)      | 4 | 2 | 0  | 0  | 2 | 16 | 17 | −1  | 6  |                                 |
| 5   | Lussemburgo        | 4 | 0 | 0  | 0  | 4 | 3  | 28 | −25 | 0  |                                 |
| 6   | Corea del Nord (R) | 0 | 0 | 0  | 0  | 0 | 0  | 0  | 0   | 0  | Retrocessa in Terza Divisione B |

1. 1 2 3  Turkmenistan 3 p., GD 0, GF 12; Sudafrica 3 p., GD 0, GF 11; Thailandia 3 p., GD 0, GF 8.
2. ↑  La Corea del Nord si è ritirata prima del torneo.

### Risultati
| Città del Capo 17 aprile 2023, ore 16:00 UTC+2 | Thailandia | 2 – 11 (0-3, 1-3, 1-5) referto | Taipei cinese | The Ice Station (30 spett.) |

| Città del Capo 17 aprile 2023, ore 20:00 UTC+2 | Turkmenistan | 6 – 9 (3-0, 0-4, 3-5) referto | Sudafrica | The Ice Station (187 spett.) |

| Città del Capo 18 aprile 2023, ore 20:00 UTC+2 | Lussemburgo | 2 – 10 (0-2, 1-5, 1-3) referto | Thailandia | The Ice Station (51 spett.) |

| Città del Capo 19 aprile 2023, ore 16:00 UTC+2 | Lussemburgo | 1 – 4 (0-1, 1-3, 0-0) referto | Turkmenistan | The Ice Station (40 spett.) |

| Città del Capo 19 aprile 2023, ore 20:00 UTC+2 | Taipei cinese | 6 – 1 (0-0, 3-1, 3-0) referto | Sudafrica | The Ice Station (300 spett.) |

| Città del Capo 20 aprile 2023, ore 20:00 UTC+2 | Thailandia | 3 – 6 (0-0, 0-3, 3-3) referto | Turkmenistan | The Ice Station (30 spett.) |

| Città del Capo 21 aprile 2023, ore 16:00 UTC+2 | Taipei cinese | 10 – 0 (6-0, 2-0, 2-0) referto | Lussemburgo | The Ice Station (27 spett.) |

| Città del Capo 21 aprile 2023, ore 20:00 UTC+2 | Sudafrica | 2 – 5 (1-2, 1-1, 0-2) referto | Thailandia | The Ice Station |

| Città del Capo 23 aprile 2023, ore 16:00 UTC+2 | Turkmenistan | 1 – 3 (0-0, 0-2, 1-1) referto | Taipei cinese | The Ice Station (150 spett.) |

| Città del Capo 23 aprile 2023, ore 20:00 UTC+2 | Sudafrica | 4 – 0 (1-0, 2-0, 1-0) referto | Lussemburgo | The Ice Station (1000 spett.) |

## Gruppo B

### Partecipanti
| Nazionale            | Qualificazione                                      |
| -------------------- | --------------------------------------------------- |
| Bosnia ed Erzegovina | Ospitante, terza nella Terza Divisione B del 2022.  |
| Kirghizistan         | Primo nella Quarta Divisione del 2022 e promosso.   |
| Iran                 | Secondo nella Quarta Divisione del 2022 e promosso. |
| Singapore            | Terzo nella Quarta Divisione del 2022 e promosso.   |
| Malaysia             | Quarta nella Quarta Divisione del 2022 e promossa.  |
| Hong Kong            | Ritirata dall'edizione 2022.                        |

### Classifica
| Pos | Squadra                  | G | V | VS | PS | P | GF | GS | DG  | Pt | Promozione o retrocessione     |
| --- | ------------------------ | - | - | -- | -- | - | -- | -- | --- | -- | ------------------------------ |
| 1   | Kirghizistan             | 5 | 5 | 0  | 0  | 0 | 76 | 5  | +71 | 15 | Promossa in Terza Divisione A  |
| 2   | Bosnia ed Erzegovina (H) | 5 | 3 | 1  | 0  | 1 | 39 | 20 | +19 | 11 |                                |
| 3   | Hong Kong                | 5 | 2 | 1  | 1  | 1 | 41 | 26 | +15 | 9  |                                |
| 4   | Singapore                | 5 | 2 | 0  | 1  | 2 | 31 | 31 | 0   | 7  |                                |
| 5   | Iran                     | 5 | 1 | 0  | 0  | 4 | 19 | 53 | −34 | 3  |                                |
| 6   | Malaysia                 | 5 | 0 | 0  | 0  | 5 | 6  | 77 | −71 | 0  | Retrocessa in Quarta Divisione |

### Risultati
| Sarajevo 27 febbraio 2023, ore 13:00 UTC+1 | Kirghizistan | 14 – 2 (7-1, 5-1, 2-0) referto | Singapore | Skenderija (69 spett.) |

| Sarajevo 27 febbraio 2023, ore 16:30 UTC+1 | Malaysia | 4 – 14 (1-3, 0-7, 3-4) referto | Iran | Skenderija (55 spett.) |

| Sarajevo 27 febbraio 2023, ore 20:00 UTC+1 | Bosnia ed Erzegovina | 5 – 5 (1-2, 2-3, 2-0, 0-0) referto | Hong Kong | Skenderija (800 spett.) |
| \| \| \| \| \| \| Shootout 1 – 0 \| \|     |                      |                                    |           |                         |
|                                            |                      |                                    |           |                         |
|                                            | Shootout 1 – 0       |                                    |           |                         |

| Sarajevo 28 febbraio 2023, ore 13:00 UTC+1 | Singapore | 10 – 0 (2-0, 5-0, 3-0) referto | Malaysia | Skenderija (100 spett.) |

| Sarajevo 28 febbraio 2023, ore 16:30 UTC+1 | Hong Kong | 11 – 1 (3-0, 5-0, 3-1) referto | Iran | Skenderija (47 spett.) |

| Sarajevo 28 febbraio 2023, ore 20:00 UTC+1 | Kirghizistan | 10 – 1 (3-0, 4-0, 3-1) referto | Bosnia ed Erzegovina | Skenderija (168 spett.) |

| Sarajevo 2 marzo 2023, ore 13:00 UTC+1 | Hong Kong | 7 – 6 (d.t.s.) (1-2, 1-2, 4-2, 1-0) referto | Singapore | Skenderija (101 spett.) |

| Sarajevo 2 marzo 2023, ore 16:30 UTC+1 | Kirghizistan | 22 – 0 (7-0, 10-0, 5-0) referto | Malaysia | Skenderija (87 spett.) |

| Sarajevo 2 marzo 2023, ore 20:00 UTC+1 | Bosnia ed Erzegovina | 9 – 2 (1-1, 3-1, 5-0) referto | Iran | Skenderija (569 spett.) |

| Sarajevo 3 marzo 2023, ore 13:00 UTC+1 | Malaysia | 1 – 16 (1-3, 0-6, 0-7) referto | Hong Kong | Skenderija (57 spett.) |

| Sarajevo 3 marzo 2023, ore 16:30 UTC+1 | Iran | 0 – 18 (0-7, 0-4, 0-7) referto | Kirghizistan | Skenderija (49 spett.) |

| Sarajevo 3 marzo 2023, ore 20:00 UTC+1 | Singapore | 2 – 8 (0-1, 1-4, 1-2) referto | Bosnia ed Erzegovina | Skenderija (850 spett.) |

| Sarajevo 5 marzo 2023, ore 13:00 UTC+1 | Iran | 2 – 11 (1-5, 0-4, 1-2) referto | Singapore | Skenderija (64 spett.) |

| Sarajevo 5 marzo 2023, ore 16:30 UTC+1 | Hong Kong | 2 – 12 (1-4, 1-4, 0-4) referto | Kirghizistan | Skenderija (112 spett.) |

| Sarajevo 5 marzo 2023, ore 20:00 UTC+1 | Bosnia ed Erzegovina | 15 – 1 (5-1, 4-0, 6-0) referto | Malaysia | Skenderija (1457 spett.) |